# Prago Union
Prago Union je pražská hip-hopová skupina, založená okolo roku 2002. V současnosti působí ve složení Kato a DJ Ramel z Českých Budějovic. Prago Union vystupují i s živou kapelou, kterou teď tvoří Ondřej Hauser (basa), Marek Urbánek (bicí), Tony Dlapa (kytara) a Jen Hovorka (klávesy). Skupina nahrává ve vlastním studiu Strojovna.

## Historie
Skupinu Prago Union založili roku 2002 dva bývalí členové skupiny Chaozz – rapper Kato (dříve Deph) a DJ Skupla. Na koncertech vypomáhal MC Dědek (dříve 6 polnic) a DJ Bufe. V roce 2005 vydalo Prago Union první vinyl singl „Gold Chain Mew-Zick II / Verbální atentát“ a později i debutové album HDP (Hrubej Domácí Produkt), na kterém se objevili i zahraniční hosté, jako Masta Ace, Planet Asia, EdO G, KutMasta Kurt a Dendemann. Videoklip na skladbu „Zvyřátka“ byl oceněný na Golden Awards ve Švýcarsku.
V roce 2010 vydala své pět let očekávané druhé album Dezorient Express. To bylo kritiky velmi dobře přijato a získalo cenu Anděl v kategorii Hip hop & r'n'b. S vydáním desky kapela vyrazila na turné, na kterém od května do prosince 2010 stihla 53 koncertů, na kterých hrála pro více než 50 tisíc lidí. V listopadu 2010 měl pak premiéru projekt Prago Union s živou kapelou Livě Band. Pouze na těchto koncertech se dalo sehnat album Metronom. Kato ho však poté umístil volně ke stažení na oficiální stránky kapely.
V rozhovorech po Dezorient Expressu se Kato začal zmiňovat o zahrávání si s nápadem na koncepční „barevnou“ desku. 1. září 2011 bez jakéhokoliv přerušení koncertního maratonu vyšla deska V barvách. Ta byla kritiky také dobře přijata. Kapela po vydání opět vyrazila na turné a jen od září do prosince stihla odehrát 37 koncertů. Mezi koncerty však Kato nepřestal tvořit a i na cestách skládal nové beaty a průběžně je posílal ven. Některé už ve finální podobě – zamračený „Rolák“, remake skladby Mňágy a Žďorp „Některé otázky už si nekladu“ nebo nové koncertní intro „PPS“. Další pak jen během koncertů buď ve svém DJ setu nebo naživo („Spíš ne“, „Rapvi3m“, „Kramle“, „Recept“…).
Na začátku roku 2012 vyhrálo Prago Union již druhou cenu Anděl, tentokrát za album V barvách. Stalo se tak historicky prvním interpretem, který dokázal obhájit cenu Anděl v kategorii Hip hop & r'n'b. 21. května 2012 vydala skupina hned dva videoklipy, a to k písním „Bezedná noc“ a „Černá“. 23. července pak klip i k písni „Některé otázky už si nekladu“. V seriálu Nevinné lži, kde si Kato zahrál menší roli, zazněla nová skladba „Naodpis“ (zde však pod názvem „Den Zúčtování“ jako remix od skupiny WWW).
V roce 2019 ohlásili nové album, Perpetuum promile. 23. října 2019 vydal Kato na svém youtubovém kanálu po domácku vyrobený klip natočený na webkameru na písničku Kretén. Samotné album pak vyšlo 1. listopadu 2019.
Sedmé album skupiny vyšlo v červnu 2021 pod názvem Made in Strašnice. Album obsahuje 19 nahrávek a hostují na ní známé osobnosti hiphopové scény, jako jsou Hugo Toxxx, Rest a MC Gey. Ve třech skladbách zaznívá ženský vokál Jasmíny Tůmové. 
19. srpna 2022 vydali v pořadí již osmé studiové album. Deska s všeříkajícím názvem Příduhned… vychází pouze rok a půl po předchozím albu Made in Strašnice, za které byla kapela Prago Union nominována na cenu Anděl. Fanoušci na ní najdou hned dvacet nových písní. Jejich množství reflektuje počet let kapely na scéně. Album Příduhned…vzniklo v novém studiu, kam Kato přesídlil z maringotky. Na novince je dobře patrná nová energie i radost ze života. „Vstoupil jsem do nového šťastného období. Potkal jsem osobu, která zapříčinila vznik dvou písniček a těch osmnáct dalších už šlo potom skoro samo,“ vypráví Kato o natáčení alba Příduhned…. Samotné vydání desky předznamenal temný singl „Marná“, který pojednává o nesmyslných válkách s drogami. Vedle samotné kapely Prago Union na desce hostují i další známé osobnosti hiphopové scény. Z rapperů jsou to Rest, Prezident Lourajder, který je ze Slovenska, a Johny Boss.
Po dvou letech po posledním vydaném albu Příduhned… přicházejí Prago Union s novým, v pořadí již devátým studiovým albem. Deska s příznačným názvem Zvukoloď vyšla 9. srpna 2024 a má připomenout že český Hip Hop stále žije a daří se mu dobře. Po bokovkách Rigor Mortiz a A)Tým (spolu s Restem) připravil Kato a parta 19 nových skladeb s vylepšeným patentovaným Prago zvukem, jak daly napovědět první dva singly Cílová Skupina a 1/4 Na Prd II. Klip ke skladbě Jen Blbni je v přípravách, ale potenciál skrýva mnoho dalších, jako To I Tohle, Tuláci nebo Jednotka Odporu. 

## Diskografie
- 2005 - Gold Chain Mew-Zick II (ft. Planet Asia) / Verbální Atentát / Uprchlík (fr. Dědek) (singl) (16. června 2005)
- 2005 – HDP (23. října 2005)
- 2010 – Dezorient Express (4. května 2010)
- 2010 – Metronom (16. listopadu 2010)
- 2011 – V barvách (1. září 2011)
- 2011 - V barvách Instrumental (17. listopadu 2011)
- 2013 – Vážná hudba (16. června 2013)
- 2013 – Odložené chlebíčky (Metronom 2) (14. listopadu 2013)
- 2014 – Drummond meets Prago Union EP (15. ledna 2014)
- 2016 – G2 Acoustic Stage (live) +Champion sound
- 2016 – Smrt žije (15. července 2016)
- 2016 - MTRNM IV (15. listopadu 2016)
- 2019 – Perpetuum promile (1. listopadu 2019)
- 2021 – Made in Strašnice (11. června 2021)
- 2022 – Mimo jiné (13. června 2022)
- 2022 – Příduhned... (19. srpna 2022)
- 2024 – Zvukoloď (9. srpna 2024)